# Acné (pel·lícula)
Acné és una pel·lícula uruguaiana de 2008, coproduïda per l'Argentina, Mèxic i Espanya. Primera pel·lícula del director Federico Veiroj, és una comèdia dramàtica protagonitzada per Alejandro Tocar, Julia Catalá, Belén Pouchan, Gustavo Melnik i Jenny Goldstein sobre un adolescent de tretze anys que, tractant de superar la seva timidesa i els drames familiars, cerca el seu primer petó.

## Protagonistes
- Alejandro Tocar (Rafael)
- Julia Catalá
- Belén Pouchan (Nicole)
- Gustavo Melnik
- Jenny Goldstein
- Yoel Bercovici
- Igal Label
- David Blankleider
- Laura Piperno
- Verónica Perrotta

## Premis
- Premi de Televisió Espanyola en Cinema en Construcció, Festival Internacional de Cinema de Sant Sebastià 2007.[5]
- Tercer premi a l'opera prima al Festival Internacional del Nou Cinema Llatinoamericà de l'Havana (2008).[6]
- Millor pel·lícula al Festival Internacional de Cinema Llatí de Los Angeles (2008).
- Premi al millor director en el Festival de Santiago de Xile (2009).[1][7]

### Altres nominacions
- Goya a la millor pel·lícula estrangera de parla hispana (2008).[8]